# إيرا ويب
إيرا ويب (بالإنجليزية: Ira S. Webb)‏ (و. 1899 – 1971 م) هو كاتب سيناريو، ومنتج أفلام، ومخرج أفلام، ومصمم الإنتاج أمريكي، توفي في لوس أنجلوس، عن عمر يناهز 72 عاماً.

## جوائز وترشيحات
حصل على جوائز منها:

جائزة الأوسكار لأفضل تصميم إنتاج ‏، عن عمل: شبح الأوبرا
ترشح لـ:
- جائزة الأوسكار لأفضل تصميم إنتاج ‏، عن عمل: الليالي العربية (فيلم 1942)
- جائزة الأوسكار لأفضل تصميم إنتاج ‏، عن عمل: شبح الأوبرا
- جائزة الأوسكار لأفضل تصميم إنتاج ‏، عن عمل: The Climax (1944 film) [الإنجليزية]‏.

## وصلات خارجية
- إيرا ويب على موقع IMDb (الإنجليزية)
- إيرا ويب على موقع أول موفي (الإنجليزية)
- إيرا ويب على موقع قاعدة بيانات الأفلام السويدية (السويدية)
- إيرا ويب على موقع قاعدة بيانات الفيلم (الإنجليزية)
- إيرا ويب على موقع كينوبويسك (الروسية)